# Aleksandr Vasil'ev (calciatore)
Aleksandr Nikolaevič Vasil'ev (in russo Александр Николаевич Васильев?; Nižegorodka, 23 gennaio 1992) è un ex calciatore russo, di ruolo centrocampista.

## Carriera

### Club
Ha giocato 9 partite nella massima serie russa.

### Nazionale
Ha rappresento le nazionali giovanili russe.